# Національний центр театрального мистецтва імені Леся Курбаса
Національний центр театрального мистецтва імені Леся Курбаса — державна установа, створена постановою Кабінету Міністрів України 12 грудня 1994 року. Центр розпочав свою діяльність у 1995 році і є осередком для наукових досліджень, експериментальних постановок та культурної співпраці в галузі театрального мистецтва.

## Історія створення
Центр названий на честь Леся Курбаса — українського режисера, театрального реформатора та засновника модерного українського театру. Ініціатором створення Центру стала доктор мистецтвознавства Неллі Корнієнко, яка очолювала установу з моменту її заснування.
Будівля Центру розташована в історичному центрі Києва за адресою: вул. Володимирська, 23-В, неподалік Софійської площі. Реконструкція приміщення була завершена в 2000-х роках.

## Структура і діяльність
Національний центр театрального мистецтва імені Леся Курбаса складається з трьох основних підрозділів. Науковий підрозділ займається фундаментальними дослідженнями у сфері театрознавства, публікацією монографій, антологій п’єс, наукових альманахів та журналів. Творчі майстерні слугують простором для експериментальних постановок, розробки нових сценічних методологій і творчих пошуків. Відділ культурологічних проєктів зосереджується на організації культурологічних проєктів, виставок, кінопереглядів та міжнародних конференцій.
Бібліотека Центру налічує близько 4500 книг і є важливим ресурсом для науковців та митців.
З моменту свого створення Національний центр театрального мистецтва імені Леся Курбаса організовує міжнародні фестивалі, конференцій та культурні обміни. Установа також займається дослідженням історії українського театру, зокрема в контексті світової художньої культури, та публікує наукові праці.
У 2007 році в Центрі було створено Відділ драматургічних проєктів, який займається розвитком сучасної української драми, її перекладом, виданням та популяризацією в Україні та за кордоном. Ініціаторами відділу стали Неда Неждана, Ярослав Верещак та Олег Миколайчук. До важливих проєктів належать щорічні збірники та антології, зокрема серія "Курбасівські читання", яка висвітлює актуальні театральні й культурологічні теми.
Центр є осередком для численних мистецьких і наукових ініціатив. Серед них:
- Міжнародна конференція «Лесь Курбас та світовий театральний контекст».
- Фестиваль молодої української режисури ім. Леся Курбаса.
- Проєкти серед яких «Візуальна лабораторія» з показами сучасних тенденцій у театрі та мистецтві.
- Майстер-класи та тренінги для молодих режисерів, акторів і драматургів.
- Мультимедійний проєкт «Лесь Курбас у Києві».

Національний центр театрального мистецтва імені Леся Курбаса має наукову атестаційну категорію «А». Центр сприяє розвитку театрального мистецтва через проведення наукових досліджень і впровадження новітніх методик у театральну практику, міжнародну співпрацю, а також робить внесок у збереження культурної спадщини українського театру.

## Зовнішні посилання
- Офіційний сайт